# Negueira
Negueira ist eine von sieben Parroquias der Gemeinde Grandas de Salime in der autonomen Region Asturien im Norden Spaniens.
Die 20 Einwohner (2011) leben in 21 Gebäuden auf einer Fläche von 7,12 km², was einer Bevölkerungsdichte von 2,8 Einw./km² entspricht. Die Gemeindehauptstadt Grandas ist ca. 12 km entfernt.

## Zugehörige Ortsteile und Weiler
- Airela
- Armilda
- Pelóu (Pilóu)
- Villadefondo (Viladofondo)